# Genesis der Daleks
Genesis der Daleks (Genesis of the Daleks) ist der 78. Handlungsstrang der britischen Science-Fiction-Fernsehserie Doctor Who. Er besteht aus 6 Episoden, die zwischen dem 8. März bis 12. April 1975 ausgestrahlt wurden.

## Handlung
Der Doktor wird von seinem Volk, den Time Lords damit beauftragt in der Zeit zurückzureisen, um die Schöpfung der Daleks auf dem Planeten Skaro zu verhindern. Dort angekommen, muss er ein Minenfeld zusammen mit seinen beiden Begleitern Sarah Jane und Harry überwinden, bevor die Gruppe durch einen Überraschungsangriff der Kaleds getrennt wird. Während der Doktor und Harry zur Befragung in das Kaled-Forschungslabor gebracht werden, wird Sarah Jane auf dem Schlachtfeld bewusstlos zurückgelassen.

Im unterirdischen Forschungslabor treffen der Doktor und Harry auf den Wissenschaftler Davros, welcher seine neueste Erfindung, die sogenannte „Mobile Modell 3 Maschine“, vorstellt, welche der Doktor sofort als Dalek wiedererkennt. Zur selben Zeit trifft Sarah Jane auf eine Gruppe Mutos, durch den nuklearen Krieg mutierte Bewohner des Planeten, welche von der restlichen Bevölkerung ausgegrenzt werden. Zusammen mit den Mutos wird Sarah Jane von den Thals, welche seit Jahrhunderten mit den Kaleds Krieg führen, gefangen genommen. Während ihrer Gefangenschaft freundet sie sich mit dem Muto Sevrin an und planen gemeinsam ihre Flucht, welche jedoch schon beim ersten Versuch missglückt.

Zur selben Zeit können der Doktor und Harry einen Wissenschaftler davon überzeugen, dass Davros' neueste Maschine Schrecken und Zerstörung über das ganze Universum bringen wird, weshalb dieser den beiden hilft aus dem Forschungslabor zu flüchten und sich an die Führungsriege der Kaleds zu wenden. Mogran, der Vorsitzende der Führungsriege, glaubt dem Doktor und beschließt alle Experimente von Davros bis auf Weiteres zu stoppen. Als Davros davon erfährt, wendet er sich an die gegnerische Armee der Thals und teilt mit ihnen das Geheimnis, die schützende Kuppel der Kaled-Stadt zu vernichten und den Krieg somit zu Gunsten der Thals zu beenden.

Der Doktor und Harry erfahren von einem Soldaten der Kaled-Streitmacht, dass sich Sarah Jane in Gefangenschaft in der Thal-Stadt befindet, woraufhin die beiden beschließen sie zu retten. In der Thal-Stadt angekommen, belauschen der Doktor und Harry das Gespräch zwischen Davros und den Anführern der Thals und erfahren so von Davros' böser Absicht sein eigenes Volk auszulöschen, um seine Forschungen an den „Mobilen Modell 3 Maschinen“, welche Davros nun ebenfalls Daleks nennt, fortzusetzen. Nachdem der Doktor und Harry es geschafft haben, Sarah Jane und die Mutos aus der Gefangenschaft zu befreien, bittet der Doktor seine beiden Begleiter darum die Kaleds vor dem Angriff der Thals zu warnen und von Davros' Absichten zu erzählen, während er versucht die nukleare Rakete zu entschärfen, welche auf die Kaled-Stadt geschossen werden soll. Bevor er dies aber schafft, wird der Doktor von einem Thal-Soldaten überwältigt und muss auf einem Bildschirm beobachten, wie die gesamte Kaled-Stadt ausgelöscht wird.

Der Doktor befürchtet, dass auch Sarah Jane und Harry in der Explosion umgekommen sind, und beschließt nach seiner Freilassung in Davros' Forschungslabor zurückzukehren, um wenigstens alle bisher erschaffenen Daleks auszulöschen. Auf dem Weg zurück wird der Doktor von Mutos angegriffen, wird aber noch rechtzeitig von Sarah Jane, Harry und Sevrin gerettet. Gemeinsam schaffen sie es zurück in Davros' Forschungslabor, werden aber bereits bei ihrer Ankunft gefangen genommen. Als Davros davon erfährt, dass der Doktor ein Zeitreisender ist und bereits mehrmals auf seine Schöpfung traf, versucht er mit aller Macht herauszufinden, warum die Daleks in der Zukunft immer wieder Schlachten gegen andere Völker des Universums verloren haben. Mit diesem Wissen möchte er sie bereits jetzt optimieren, damit die Daleks aus jedem Krieg als Sieger hervorgehen. Um Sarah Jane und Harry Leben zu schützen, verrät der Doktor Davros jedes Detail über die Zukunft der Daleks, welche auf einem Tonband aufgenommen wurden.

Zur selben Zeit hat eine Truppe an Daleks die Thal-Stadt erreicht und begonnen systematisch alle Bewohner der Stadt zu eliminieren. Nur eine kleine Gruppe kann mithilfe von Sevrin dem Massaker der Daleks entkommen und Sevrin beginnt zusammen mit der Anführerin der übrigen Thal-Soldaten Bettan einen Angriff auf Davros' Forschungslabor zu planen.

Nach dem Verhör werden der Doktor und seine Begleiter von Rebellen aus Davros' eigenen Reihen gerettet. Die Rebellen stellen den entmachteten Davros vor die Wahl seine kriegerischen Forschungen einzustellen und die Daleks zu dem zu machen, was sie eigentlich sein sollten, rettende Schutzhüllen für die langsam mutierende Kaled-Rasse, oder aber für immer in Gefangenschaft zu Leben und für seine zahllosen Verbrechen zu büßen. Davros bittet darum eine demokratische Abstimmung zu haben, bei der jeder im Forschungslabor lebende Kaled selbst entscheiden kann ob er weiterhin an Davros' Dalek-Projekt arbeiten will, oder ob er sich dem Kaled-Widerstand anschließen und das Projekt beenden will. Die Rebellen stimmen der Abstimmung zu.

Der Doktor, Sarah Jane und Harry haben in der Zwischenzeit die Tonbandaufnahme mit den Informationen über die Zukunft der Daleks vernichtet und sabotieren die Brutkammern das Dalek-Mutaten mit Sprengstoff um diese zu vernichtet. Der Doktor steht allerdings vor einem moralischen Dilemma: Hat er das Recht eine ganze Spezies auszulöschen für Verbrechen, die sie noch gar nicht begangen hat, und damit der Verlauf der Geschichte zu ändern?

Bevor er eine Entscheidung treffen kann, wird er von einem der Rebellen darauf hingewiesen, dass Davros' kapituliert hat und eine demokratische Wahl darüber stattfinden soll, wie es mit den Kaleds und Daleks weitergeht. Der Doktor lässt von seinem Vorhaben ab, um der Abstimmung teilzuwohnen, doch muss er schon nach kurzer Zeit feststellen, dass diese nur eine Hinhaltetaktik Davros' gewesen ist, bis seine Daleks Armee ins Forschungslabor zurückgekehrt ist, um den Widerstand zu zerschlagen. Auf der Flucht aus dem Labor treffen der Doktor und seine Begleiter erneut auf Sevrin, der der Gruppe erzählt das die überlebenden Thals den Zugang zum Forschungslabor sprengen wollen und Davros und seine Schöpfer auf Ewig einzusperren. Der Doktor sieht dies als letzte Möglichkeit, die Entwicklung der Daleks zumindest zu verlangsamen, und kehrt alleine zu den Brutkammern der Dalek-Mutanten zurück und sprengt diese in die Luft.

Nachdem der Doktor, seine Begleiter und Sevrin es aus dem Labor geschafft haben, sprengt Bettan den Zugang und sperrt so Davros, seine Wissenschaftler und die Daleks im Labor ein. Während der Doktor noch befürchtet, dass Davros mit dem Wissen um die Zukunft die Daleks unzerstörbar machen kann, beobachtet er durch eine Überwachungskamera, wie alle Wissenschaftler und Davros im Inneren des Labors ebenfalls von den Daleks getötet werden. Die Daleks beschließen selbst ihre Rasse zu verbessern, einen Weg aus dem Labor zu finden und dann ganz Skaro von andersartigen Lebensformen zu befreien – auch wenn es Jahrhunderte dauern wird.

Harry und Sarah Jane zeigen sich reumütig, dass sie die Geburt der Daleks nicht verhindern konnten, doch der Doktor versichert den beiden, dass das bei weitem nicht so schlimm sei. Die Daleks würden nicht nur Krieg im Universum verbreiten, sondern auch viele Völker in ihrem Bestreben die Daleks zu vernichten vereinen...

## Produktion

### Konzeption
Während der Planung der zwölften Staffel der Serie beschlossen Produzent Barry Letts und Dramaturg Terrance Dicks, dass es höchste Zeit war das Terry Nation erneut eine Geschichte Rund um die Daleks für sie Serie schreiben sollte. Das von Nation ursprünglich geschriebene Skript gefiel den beiden zwar, erinnerte aber zu stark an bisherige Folgen mit den Daleks. Letts und Dicks baten deswegen Nation darum eine Herkunftsgeschichte rund um die Daleks zu schreiben. Im April 1974 wurde diese Version des Skript unter dem Titel Daleks – Genesis of Terror (zu Deutsch Daleks – Genesis des Terrors) von Nation geschrieben und im Juli desselben Jahres fertiggestellt und dem Produktionsteam übergeben.

Letts' und Dicks' Nachfolger Philip Hinchcliffe und Robert Holmes überarbeiteten Nations ursprüngliches Drehbuch um den Folgen einen düstereren Ton zu geben. Die beiden waren von den häufigen Auftritten der Daleks in der Serie nicht sehr angetan, Hinchcliffe wollte deshalb das die Daleks bei ihrem Auftritt in den Folgen bedeutend mächtiger und überwältigender wirken sollten und Holmes, welcher zunächst gegen den erneuten Auftritt der Daleks war, segnete die Folgen nur ab, da es sich um eine düstere Herkunftsgeschichte handelte, was in der Serie bis zu diesem Punkt nie gezeigt wurde.

Regisseur David Maloney war bereit den gewünschten düstereren Ton einzuschlagen, wollte aber nicht die jüngere Zielgruppe der Serie verschrecken. Deshalb entfernte er zu explizite Gewalt-Szernarien aus dem Kamera-Skript, wie eine geplante Einstellung in der ein Soldat von anderen Soldaten mit Gewehren niedergeschossen und zum Sterben zurückgelassen wird. Auch wurde das Treffen zwischen dem Doktor und dem Time Lord geändert. So sollten die beiden sich in einem üppigen Garten treffen, um über die Mission des Doktors zu sprechen. Maloney und Hinchliffe empfanden dieses Setting aber als zu deplatziert, weshalb sie die beiden in der fertigen Folge auf einem Schlachtfeld auf dem Planeten Skaro treffen. Auf die Thal-Soldaten sollten ursprüngling von 15-jährigen Jungen dargestellt werden um zu zeigen, das sich zu dem Zeitpunkt des Krieges bereits die Jugend daran beteiligen muss, da es kaum mehr erwachsene Soldaten gibt, dieses Konzept wurde aber vor Drehbeginn verworfen. Weitere Änderungen zwischen dem Genesis of Terror und dem finalen Skript sind das ursprünglich Sarah Jane in Folge 3 durch radioaktive Strahlung Krank werden sollte, Bettan als männlicher Soldat dargestellt wurde und in Folge 5 eine kurze Action-Sequenz in der Brut-Kammer der Daleks stattfinden sollte.

Die Figur des Davros wurde von Terry Nation so konzipiert, das man als Zuschauer erkennt das die Daleks in seinem Abbild erschaffen wurden. Er sollte in den Folgen auch als eine Art Sprachrohr für die Daleks fungieren, da es Nation für langweilig empfand Daleks lange Reden schwingen zu lassen. Für Davros' Design ließ sich Philip Hinchcliffe von dem „Mekon“ inspirieren, einer britischen Comic-Figur mir kleinem Körper und einem großen-grünen-runden Kopf. Die Design-Idee empfand der Prothetik-Designer John Friedlander als interessant und bot Hinchcliffe seine Dienste an. Die Davros-Maske wurde daraufhin von ihm nach Michael Wishers Gesicht modelliert und von Maskenbildnerin Sylvia James so angepasst das Wisher seinen Mund frei bewegen konnte.

### Dreharbeiten
Die Dreharbeiten zu Genesis der Daleks fanden im Januar und Februar 1975 statt und Außenaufnahmen, welche die Landschaft von Skaro darstellen sollten, wurden im Steinbruch von Betchworth, Surrey gedreht. Nachdem die Dalek-Requisiten beim Außendreh von Planet of the Daleks immer wieder Probleme verursachten, drehte David Maloney alle Szenen mit ihnen im Aufnahmestudio. Die drei verwendeten Dalek-Requisiten waren noch die Original-Requisiten aus dem ersten Dalek Serial Die Daleks aus den 1960ern, wurden aber mit Farbe neu gestrichen.

Die Sets und Kostüme des Serials wurden von Mitwirkenden der Produktion hochgelobt, allen voran Elisabeth Sladen, welche sie sogar in ihrer Autobiografie erwähnte:

„The talent on Genesis was extraordinary. David Spode's sets were incredible, Sylvia and Barbara achieved wonders with makeup and costume, and then there were the actors [...] – all excellent. But the star of the show, I have to say, was Michael Wisher. (deutsch: Das Talent von Genesis war außergewöhnlich. Die Bühnenbilder von David Spode waren unglaublich, Sylvia und Barbara vollbrachten Wunder mit Make-up und Kostümen, und dann waren da noch die Schauspieler [...] – alle ausgezeichnet. Aber der Star der Show war, muss ich sagen, Michael Wisher.)“

## Thematiken und Vergleiche

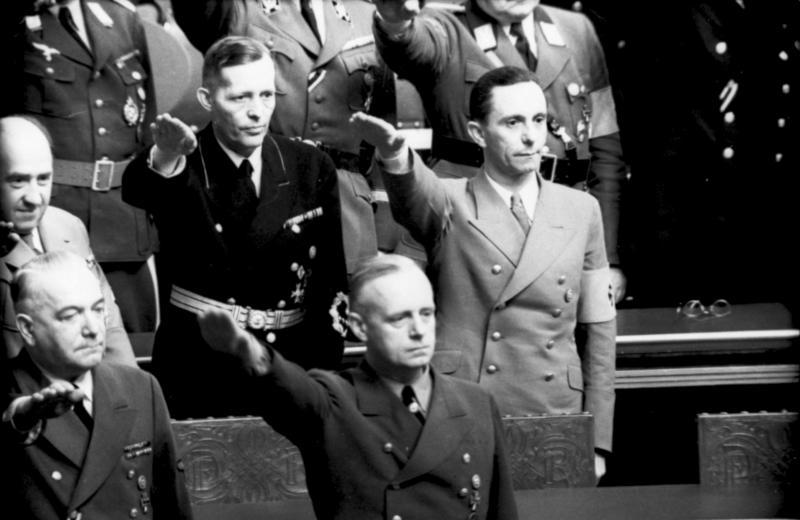
Die Kaled-Soldaten wurden absichtlich der Nazi-Partei nachempfunden.

Terry Nation, welcher während des Zweiten Weltkriegs aufwuchs, basierte die Daleks absichtlich auf den Nazis und die Folgen beinhalten auf mehrere Parallelen zur damaligen Zeit. Die Kleidung der Kaled-Soldaten ist die der Nazi-Offizieren nachempfunden, der Gruß der Kaleds ist an dem faschisten Salut der Nazi-Partei nachempfunden und die Kaleds bezeichnen den Krieg als notwendiges Übel um ihre Rasse reinzuhalten und eine Verschmutzung durch die Mutos und Kaleds zu verhindern. Seit Veröffentlichung des Serials wird unter anderem Davros' Darstellung oft mit Adolf Hitler verglichen und die physische Darstellung seiner Rechte Hand Nyder mit der von Heinrich Himmler.

Die Folge stellt den ewigen Kampf zwischen Gut und Böse dar, wobei es aber laut Barry Letts keine genau definierten Helden oder Schurken gibt, sondern ein reiner Grundsatzkonflikt ist. Der Diskurs zwischen dem Doktor und Davros über ein hypothetisches Virus unterstreiche laut ihm diesen Fakt. Laut Philipp Hinchcliff sei ein Treffen zwischen Held und Anti-Held und ein reine intellektuelle Auseinandersetzung.

Das Serial präsentiert auch das moralische Dilemma des Doktors in einer Szene in der ihm die Möglichkeit präsentiert wird die Daleks ein für alle Mal auszulöschen. Dies hätte jedoch unvorhersehbare Konsequenzen für die Zukunft, da durch die Krieg gegen die Daleks in Zukunft viele verfeindete Völker sich gegen einen gemeinsamen Feind zusammenschließen werden.

Weitere Vergleiche zu anderen Werken wurden ebenfalls über die Jahre gezogen. So ist das Kostüm des Time Lords zu Beginn der Folge an das Kostüm des Todes in Ingmar Bergmans Das siebente Siegel. Gareth Roberts vergleicht die Figur mit Hamlets Vater, welche seinen Sohn auf eine Mission mit moralischen Bedenken schickt, und Martin Wiggins vergleicht das Dilemma des Doktors mit einer Szene aus Die Brüder Karamasow.

## Einschaltquoten
1. Genesis of the Daleks – Part 1: 10,7 Millionen Zuschauer
2. Genesis of the Daleks – Part 2: 10,5 Millionen Zuschauer
3. Genesis of the Daleks – Part 3: 8,5 Millionen Zuschauer
4. Genesis of the Daleks – Part 4: 8,8 Millionen Zuschauer
5. Genesis of the Daleks – Part 5: 9,8 Millionen Zuschauer
6. Genesis of the Daleks – Part 6: 9,1 Millionen Zuschauer

## Besetzung und Synchronisation
Die Synchronisation übernahm die Metz-Neun Synchron Studio- und Verlags GmbH in Offenbach. Manuel Karakas zeichnete für das Dialogbuch verantwortlich und führte auch Dialogregie.
| Rolle            | Schauspieler          | Synchronsprecher     |
| ---------------- | --------------------- | -------------------- |
| Der Doktor       | Tom Baker             | Michael Schwarzmaier |
| Sarah Jane Smith | Elisabeth Sladen      | Milena Karas         |
| Harry Sullivan   | Ian Marter            | Markus Haase         |
| Davros           | Michael Wisher        | Richard van Weyden   |
| Nyder            | Peter Miles           | Claus-Peter Damitz   |
| Gharman          | Dennis Chinnery       | Stéphane Bittoun     |
| Sevrin           | Stephen Yardley       | Michael-Che Koch     |
| Ronson           | James Garbutt         | Thomas Dehler        |
| General Ravon    | Guy Siner             | Matthias Keller      |
| Kaled Anführer   | Richard Reeves        | Felix Mayer          |
| Bettan           | Harriet Philpin       | Katharina Gast       |
| Time Lord        | John Franklyn-Robbins | Thomas Balou Martin  |
| Tane             | Drew Wood             | Gilles Karolyi       |
| Kavell           | Tom Georgeson         | Erik Borner          |
| Mogran           | Ivor Roberts          | Gordon Piedesack     |
| Thal Politiker   | Michael Lynch         | Aart Veder           |
| Daleks           | Roy Skelton           | Isaak Dentler        |
| Gerrill          | Jeremy Chandler       | Isaak Dentler        |
| Thal Soldat #1   | Pat Gorman            | Dirk Hardegen        |
| Thal Soldat #2   | Hilary Minster        | Dirk Hardegen        |
| Thal Soldat #3   | John Gleeson          | Dirk Hardegen        |
| Thal Wache       | Max Faulkner          | Dirk Hardegen        |
| Kaled Wache      | Peter Mantle          | Dirk Hardegen        |
| Kravos           | Andrew Johns          | Dirk Hardegen        |

## Veröffentlichung
In England wurde eine Romanversion, geschrieben von Terrance Dicks, der Geschichte am 22. Juli 1976 durch Target Books veröffentlicht. 1979 veröffentlichte die BBC eine stark gekürzte Fassung der Folge als Hörspiel auf Schallplatte und 1988 folgte eine Neuauflage der gekürzten Fassung auf MC und 2001 erschien eine ungekürzte Version auf CD.

1991 wurde das Serials erstmalig auf VHS von der BBC veröffentlicht und 2006 erfolgte eine DVD-Veröffentlichung in Großbritannien. 2018 wurde das Serial in einer remasterten Version erstmals zusammen mit den übrigen Folgen der zwölften Staffel auf Blu-Ray veröffentlicht.

Bereits 2018 war geplant, dass die sechs Folgen in Deutschland auf DVD und Blu-Ray erscheinen sollten. Dafür wurden Aufnahmen für die deutsche Synchronfassung erstellt. Aufgrund der fehlenden IT-Spur, welche man zur Fertigstellung der dt. Synchronisation benötigt, verzögerte sich die Veröffentlichung des Serials um mehrere Jahre. Erst fünf Jahre später konnte mithilfe des Audioprogramms „AudioShake“ die deutsche Synchronfassung fertiggestellt werden.  Schlussendlich erschienen am 26. Mai 2023 die Folgen erstmalig in synchronisierter Form als Video-on-Demand-Titel und einen Monat später am 30. Juni 2023 auf DVD und Blu-Ray.